# Koghisia lysis
Koghisia lysis är en insektsart som först beskrevs av Ronald Gordon Fennah 1969.  Koghisia lysis ingår i släktet Koghisia och familjen Meenoplidae. Inga underarter finns listade i Catalogue of Life.